# Không gian

Minh họa hệ tọa độ Descartes 3 chiều thuận tay phải sử dụng để tham chiếu vị trí trong không gian.

Không gian là phạm vi ba chiều không biên giới trong đó các vật thể và sự kiện có vị trí và hướng tương đối với nhau. Không gian vật lý thường được hiểu trong ba chiều tuyến tính, mặc dù các nhà vật lý thường xem nó, cùng với thời gian, là một thực thể chung của continum bốn chiều không biên giới gọi là không thời gian. Khái niệm không gian được coi là quan trọng cơ bản để hiểu các tính chất vật lý và quá trình của vũ trụ. Tuy nhiên, vẫn có những tranh luận từ các nhà triết học về liệu không gian là một thực thể, là mối liên hệ giữa các thực thể, hay là một khái niệm định nghĩa trong khuôn khổ của ý thức.
Tranh luận về bản chất, sự thiết yếu và sự tồn tại của không gian đã có từ thời cổ đại; namely, như trong đối thoại Timaeus của Plato, hay Socrates trong nhận xét của ông về cái mà người Hy Lạp gọi là khôra (hay "không gian"), hoặc ở cuốn sách Vật lý của Aristotle (Sách IV, Delta) trong định nghĩa về topos (tức là nơi chốn, vị trí), hoặc sau đó "khái niệm hình học của vị trí" như là "không gian thông qua sự mở rộng" trong Diễn thuyết về Vị trí (Qawl fi al-Makan) của nhà bác học Ả Rập Alhazen thế kỷ 11. Nhiều câu hỏi triết học cổ điển như thế này đã được thảo luận trong thời kỳ Phục Hưng và được tái lập trong thế kỷ 17, đặc biệt trong giai đoạn đầu của sự phát triển cơ học cổ điển. Theo quan điểm của Isaac Newton, không gian là tuyệt đối—theo nghĩa nó tồn tại vĩnh viễn và độc lập với sự có mặt hay không của vật chất trong không gian. Các nhà triết học tự nhiên khác, nổi bật là Gottfried Leibniz cùng thời với Newton, cho rằng thay vì thế không gian là một tập hợp các mối liên hệ giữa các vật thể, cho bởi khoảng cách và phương hướng giữa chúng. Trong thế kỷ 18, nhà triết học và thần học George Berkeley đã thử bác bỏ "sự nhìn thấy chiều sâu không gian" trong tác phẩm Essay Towards a New Theory of Vision của ông. Sau đó, nhà triết học Immanuel Kant nói rằng khái niệm không gian và thời gian không phải là kinh nghiệm mà một người rút ra từ trải nghiệm của thế giới bên ngoài—chúng là các phân tử của một khuôn khổ hệ thống đã tồn tại mà con người sở hữu và sử dụng để thiết lập lên mọi kinh nghiệm. Kant nhắc đến kinh nghiệm về "không gian" trong cuốn Phê phán lý tính thuần túy (Kritik der reinen Vernunft) như là một chủ thể "dạng thuần túy có trước trực giác".
Trong thế kỷ 19 và 20, các nhà toán học bắt đầu nghiên cứu các loại hình học phi Euclid, trong đó không gian có thể cong, hơn là phẳng. Theo thuyết tương đối tổng quát của Albert Einstein, không gian xung quanh các trường hấp dẫn bị cong so với không gian phẳng Euclid. Các thí nghiệm kiểm nghiệm thuyết tương đối rộng đã xác nhận rằng hình học phi Euclid cung cấp những mô hình tốt hơn cho miêu tả hình dáng của không gian.